# Gonarthrus xanthinus
Gonarthrus xanthinus är en tvåvingeart som beskrevs av Mario Bezzi 1921. Gonarthrus xanthinus ingår i släktet Gonarthrus och familjen svävflugor. Inga underarter finns listade i Catalogue of Life.